# 吹原幸太
吹原 幸太（ふきはら こうた、1982年12月23日 - 2020年5月17日）は、日本の脚本家、演出家、構成作家、小説家、俳優。アンドリーム（&REAM）所属。身長175cm。

## 来歴
福岡県大牟田市出身。2005年、法政大学経営学部在学中に劇団ポップンマッシュルームチキン野郎を旗揚げし、主宰となる。2009年、『オトメン（乙男）』でテレビ脚本家デビュー。
2020年5月17日未明、脳幹出血を発症して死去。37歳没。同年6月5日、遺作の1つとなった特撮テレビドラマ『ウルトラマンZ』（テレビ東京）のオンライン発表会では、メイン監督の田口清隆による追悼が捧げられた。
死去時点でポップンマッシュルームチキン野郎の舞台『コチラハコブネ、オウトウセヨ』の脚本を途中まで書いており、後の2022年12月22日には劇団員の小岩崎小恵とNPO法人による作劇を経て、NPO法人とニシオカ・ト・ニールによる演出で上演された。

## 脚本作品リスト

### テレビドラマ
- オトメン（乙男）〜夏〜（2009年8月1日 - 9月26日、フジテレビ系 / 第1・2・4・7話）
- オトメン（乙男）〜秋〜（2009年10月13日 - 11月3日、フジテレビ系 / 第2話）
- おうちの神様（2011年4月3日 - 、日本テレビ系）
- 時々迷々（2011年10月14日 - 、NHK）
- たべものがたり 彼女のこんだて帖（2012年8月21日・2013年2月10日 - 4月28日・5月5日 - 6月16日、NHKBSプレミアム）
- 超絶☆絶叫ランド（2013年7月17日 - 9月25日、CBC）
- 奇跡の教室（2014年6月28日、日本テレビ系）
- 敏感探偵ジャスミン〜熱海小説家殺人事件〜（2015年3月21日 - 28日、ABC）
- チア☆ドル（2015年10月17日 - 12月19日、ABC）
- 天才バカボン 〜家族の絆（2016年3月11日、日本テレビ系）
- 弱虫ペダル（2016年8月放送、BSスカパー!）[6]
- 天才バカボン2（2017年1月6日、日本テレビ系）
- ファイナルファンタジーXIV 光のお父さん（2017年4月16日 - 5月28日、MBS / 2017年4月18日 - 5月30日、TBS）
- 怪獣倶楽部〜空想特撮青春記〜（2017年6月5日 - 26日、MBS / 2017年6月7日 - 28日、TBS / 第1・3・4話）
- 弱虫ペダルSeason2（前編：2017年8月18日 -  / 後編：2017年11月 - 、BSスカパー!）
- こんなところに運命の人（2018年2月26日 - 3月26日、CBC）
- 声ガール!（2018年4月8日 - 6月10日、ABC）
- 天才バカボン3 〜愛と青春のバカ田大学（2018年5月4日、日本テレビ系）
- I"s（2018年12月21日 - 2019年4月26日、BSスカパー!）
- ゆうべはお楽しみでしたね（2019年1月9日 - 2月12日、TBS）
- Back Street Girls（2019年2月19日 - 、TBS）
- 頭に来てもアホとは戦うな!（2019年4月22日 - 、日本テレビ）
- ウルトラマンZ（2020年6月20日 - 12月19日、テレビ東京系）※シリーズ構成も担当、遺作[7]
- バベル九朔（2020年10月20日 - 12月22日、日本テレビ）※遺作

### 映画
- ありふれた帰省（2008年公開）
- 日々ロック（2014年公開）
- 林檎は樹の近くに落ちる（2018年公開）
- 劇場版ファイナルファンタジーXIV 光のお父さん（2019年公開）
- 12人のイカれたワークショップ（2021年公開）ワークショップ課題映画脚本

### ウェブドラマ
- 走れ!サユリちゃん（2015年11月27日 - 12月17日、ABC）
- CLASH OF KINGS 〜五つの掟〜（2017年8月4日 - ）
- ミライさん（2018年9月8日 - 10月6日、LINE NEWS）

### テレビアニメ
- ガッ活!（2012年3月20日 - 、NHK）
- ドンマイしげるさん（2013年6月7日 - 、NHK）
- 英国一家、日本を食べる（2015年4月12日 - 、NHK）
- ワールドフールニュース（2017年4月 - 、群馬テレビ）

### オリジナルビデオ
- てれびくん超バトルDVD 仮面ライダービビビのビビルゲイツ（2019年）[8][9]

### ラジオドラマ

#### 文化放送青山二丁目劇場にてオンエア
- よくある家族の風景（2008年9月29日）
- 文字通り、時間をかけた挨拶（2008年10月6日）
- 君は僕の優しい友達（2008年10月13日）
- 魔法使いの苦しみは彼にしかわからない（2008年10月27日）
- 腐ってもマイフレンド（2009年2月2日）
- 小鳥のさえずりが、こんなに嬉しいものだとは（2009年2月9日）
- 宇宙人VS内閣総理大臣（2009年2月16日）
- ジャームッシュ（2009年3月2日）
- かけることの2（2009年3月9日）
- 傘とビールと、タバコの焦がした跡（2009年3月23日）
- こい!ここぞというとき（2009年6月29日 - 9月14日 / 全11話）同名舞台のラジオドラマ化。
- ボンクラ!（2009年10月5日 - 12日 / 全2話）
- 廻る松兵衛!（2009年12月21日）
- 無機質探偵、（2010年3月1日 - 29日 / 全5話）
- 有意義な対談（2010年5月3日）
- 触りなれた手のひら（2010年5月10日）
- 三丁目の夕日（2010年8月2日 - 2011年5月2日）同名漫画のラジオドラマ化。
- 真っ赤な友達（2010年9月27日）
- 偏愛〜近くて遠いひと〜（2011年1月10日）
- そう、人は外見ではない（2011年1月17日）
- ドクター村松の時間旅行〜ワシがあいつで、あいつがワシで〜（2011年1月24日）
- おい!麗子さんがゴキゲンななめだぞ!!（2011年3月7日 - 4月4日 / 全4話）同名舞台のラジオドラマ化。
- コミュニケーションという名の…（2011年6月7日）
- 運命というやつ（2011年6月13日）
- 刑事・蘇我修造 霊幻刑事は日陰を探す（2011年6月20日）
- じゃ、またな（2011年7月3日）
- 山田夫妻の軋轢と意外な解決策（2011年7月4日）
- 刑事・蘇我修造（2011年8月1日 - 29日 / 全5話）
- 逝ってらっしゃい、パパ（2011年9月5日）
- 階段（2011年9月12日）
- 乱れ咲く宇宙（2011年9月19日）
- 今後、二人の友情は忍ばない（2011年9月23日）
- あじさいの唄（2011年11月7日 - ）同名漫画のラジオドラマ化。
- 全てはクリスマスの為に（2011年12月5日 - 26日）
- JUGEMU（2012年1月2日）
- SHIBAHAMA（2012年1月9日）
- KOHOME（2012年1月16日）
- UMAYAKAJI（2012年1月23日）
- SHINIGAMI（2012年1月30日）
- 死なない男は棺桶で二度寝する（2012年3月5日 - 26日）同名舞台のラジオドラマ化。
- ミスターパーフェクトレディー（2012年6月18日 - 25日 / 全2話）
- 私立探偵ファニーさん（2012年7月3日 - 24日 / 全4話）
- 私は全てを知っている（2012年9月3日）
- 振り子（2012年9月10日）
- 雷鳴（2012年9月20日）
- シーサイドハウス（2012年10月1日 - 8日 / 全2話）

### 舞台
- 劇団ポップンマッシュルームチキン野郎（作・演出・出演）
  - vol.1『ぽっぷん息子』（2005年）
  - vol.2『おい!麗子さんがご機嫌ナナメだぞ!!』（2005年）
  - vol.3『侵略家族!』（2006年）
  - vol.4『もう嫌んなるくらいハッピー!』（2007年）
  - vol.5『仏の顔は三度までと言いますが、それはあくまで仏の場合ですから』（2007年）
  - vol.6『Everydayウキウキ!だって大統領だもんッ!』（2008年）
  - vol.7『こい!ここぞというとき』（2008年）
  - vol.8『よ〜いドン!!死神くん』（2009年）
  - vol.9『もう嫌んなるくらいハピネス』（2009年）
  - vol.10『すいません、私はもうすぐ着きます』（2010年）
  - vol.11『死なない男は棺桶で二度寝する』（2010年）
  - vol.12『よ〜いドン!!死神くん』（2011年）
  - vol.13『陛下に届け』（2011年）
  - vol.13『首無し乙女は万事快調と笑ふ！』（2012年）
  - vol.14『こい！ここぞというとき！』（2012年）
  - vol.15『ヤバイ！帽子忘れた！何か代わりのモノ無い？』（2013年）
  - vol.16『仏の顔も三度までと言いますが、それはあくまで仏の場合ですので』（2013年）
  - vol.17『死が二人を分かつまで、愛し続けると誓います』（2013年）
  - vol.18『銀色の蛸は五番目の手で握手する』（2013年）
  - vol.19『ちょっと待って誰コイツ！こんなヤツ知らない』（2014年）
  - vol.20『うちの犬はサイコロを振るのをやめた』（2014年）
  - vol.21『殿（しんがり）はいつも殿』（2014年）
  - vol.22『独りぼっちのブルース・レッドフィールド』（2015年）
  - vol.23『錆びつきジャックは死ぬほど死にたい』（2015年）
  - vol.24『御家族解体』（2016年）
  - vol.25『うちの犬はサイコロを振るのをやめた』（2016年）
  - vol.26『こい！ここぞといふとき〜男色道中膝栗毛〜』（2016年）
  - vol.27『死なない男は棺桶で二度寝する／オハヨウ夢見モグラ』（2017年）
  - vol.28『仏の顔も三度までと言いますが、それはあくまで仏の場合ですので 鰹／栄螺』（2017年）
  - vol.29『Ｒ老人の終末の御予定』（2018年）
  - vol.30『首無し乙女は万事快調と笑う／漂流ラクダよ、また会おう』（2018年）
  - vol.31『死が二人を分かつまで愛し続けると誓います／二度目の蝶々は遠回りして帰る』（2018年）
  - vol.32『殿はいつも殿』（2019年）
  - vol.33『僕と死神くん／KNOCK KNOCK KNOCK 或いは別れた記憶たち（2019年）
- 演劇ユニット・モウムリポ（脚色・演出）
  - vol.1『ロマンス』（2010年）
  - vol.2『熱海殺人事件』（2012年）
  - vol.3『売春捜査官／カム・ブロォ・ユア・ホーン』（2015年）
- ホットポットクッキング（作・演出）
  - vol.1『失神タイムスリドル』（2016年）
  - vol.2『憑依だよ！栗山ハルコさん』（2017年）
  - vol.3『榊原さんは永遠に憂鬱なのかもしれない』（2017年）
- 鹿と猿のシステム（作・演出）
  - vol.1『ハニーハント、プーさんの』（2009年）
- 動物戦隊ジュウオウジャー&手裏剣戦隊ニンニンジャー スーパーライブ（2016年）
- 宇宙戦隊キュウレンジャー ｢究極の選択！天秤にかけられた友情！！｣ （2017年、シアターGロッソ）
- 終わらない世界（2017年、紀伊國屋ホール / 演出）
- 快盗戦隊ルパンレンジャーVS警察戦隊パトレンジャー「華麗なる新戦士！ルパンエックス・パトレンエックス！！」（2018年、シアターGロッソ）
- 騎士竜戦隊リュウソウジャー ｢騎士竜戦隊リュウソウジャー　シアターＧロッソに現る！！｣ （2019年、シアターGロッソ / 演出）
- 仮面ライダージオウ スペシャルイベント（2019年）
- ゲームしませんか？〜荒野行動〜（2019年）[10]

## 構成番組リスト
- 青山ワンセグ開発（2012年12月6日 - 、NHK）
- コント野郎☆愛を魅せて（2016年2月3日 - 、テレビ朝日）

## 出演作品リスト

### 映画
- 魚介類山岡マイコ（2011年公開、梶野竜太郎監督）
- 日々ロック（2014年公開、入江悠監督）
- ギャングース（2018年公開、入江悠監督）

### テレビドラマ
- 99.9-刑事専門弁護士- 最終話・SEASON II 第3話・SEASON II 第8話（2016年6月19日・2018年1月28日、TBS） - 清水かずき 役
- 弱虫ペダル（2016年8月放送、BSスカパー!） - タクシードライバー 役
- 頭に来てもアホとは戦うな！（2019年4月放送、日本テレビ）
- ウルトラマンZ（2020年6月20日放送、テレビ東京） - 化学班員 役

### ウェブドラマ
- ミライさん 第5話（2018年、LINE NEWS） - スマートフットウェアプレゼンター 役

### テレビアニメ
- ガッ活!（2012年4月3日 - 9月18日・2013年4月3日 - 9月25日、NHK） - 宮本 役[11]、側近 役（2期19話）

### ラジオ
- 映画情報バラエティcinemambo/シネマンボ（文化放送）※パーソナリティーだが、番組構成や番組内ラジオドラマ脚本も担当。

### CM
- サッポロビール ※ナレーション出演
- JRA夏競馬
- BANDAIプリンセル
- フューチャールネッサンス

### 舞台
- 黒薔薇少女地獄「Gothic&Lolita Fantasia」
- 空飛ぶ猫★魂「I LOVE LIFE」

### イベント
- K-1WORLDMAX 須藤元気入場パフォーマンス

## 書籍
- 霊幻刑事は日陰をさがす（2012年10月26日 - 2013年03月22日（vol.15 - vol.20）連載、月刊GEN-SAKU!）同名ラジオドラマの小説化。
- 超絶☆絶叫ランド（2013年8月28日発売、スマッシュ文庫）同名テレビドラマの小説化。
- ボート・ミーツ・ガール（2015年11月19日発売、スマッシュ文庫）※古賀幸太名義

## 受賞歴
- 黄金のコメディフェスティバル2013　最優秀作品賞、観客賞、優秀演出賞
- 黄金のコメディフェスティバル2014　最優秀作品賞、優秀脚本賞、高校生審査員賞、観客賞
- 『林檎は樹の近くに落ちる』渋谷TANPEN映画祭CLIMAXat佐世保　NCC長崎文化放送特別賞
- 『劇場版ファイナルファンタジーXIV 光のお父さん』第23回ファンタジア国際映画祭　Bronze Audience Award for Best Asian Film賞